# Karl Freudenthal
Karl Freudenthal, též Carl Freudenthal, později Karl Freiherr von Freudenthal (30. června 1861 Vídeň – 28. srpna 1941 Immendorf), byl rakouský šlechtic a politik německé národnosti z Dolních Rakous, na počátku 20. století poslanec Říšské rady. 

## Biografie
Karl Freudenthal se narodil jako Karl Müller, nemanželský syn Anny Müllerové a Rudolfa Evžena Bruntálského z Vrbna z moravského rodu Bruntálských z Vrbna (Wrbna-Freudenthal). Otec se k němu roku 1876 přihlásil, poté došlo ke změně jména a propůjčení titulu svobodného pána. Karlova matka Anna byla (nemanželská) dcera generála Bedřicha Karla ze Schwarzenbergu.
Od roku 1886 byl statkářem v Immendorfu. Vystudoval Tereziánskou akademii ve Vídni.
Byl politicky činný. Zasedal jako poslanec Dolnorakouského zemského sněmu, do kterého byl zvolen v roce 1893 coby kandidát Strany ústavověrného velkostatku za kurii velkostatkářskou. Mandát na sněmu obhájil v roce 1896, 1902 a 1909. Zemským poslancem byl do roku 1915. Od ledna 1910 do ledna 1915 byl náměstkem zemského maršálka (předsedy zemského sněmu). Od roku 1896 byl místopředsedou a od roku 1902 předsedou poslaneckého klubu Strany ústavověrného velkostatku.
Působil i jako poslanec rakouské Říšské rady (celostátního parlamentu Předlitavska), kam usedl ve volbách roku 1901 za kurii velkostatkářskou v Dolních Rakousích. Ve volebním období 1901–1907 se uvádí jako svobodný pán Karl von Freudenthal, statkář. Na Říšské radě patřil do Strany ústavověrného velkostatku.
V dubnu 1885 se v Holešově oženil se vzdálenou příbuznou Agátou hraběnkou Bruntálskou z Vrbna (1860–1921), sestrou c. k. komořího a tajného rady Rudolfa Kristiána Wrbna-Kounice. Z manželství vzešla dvojčata Karl (1886–1952) a Rudolf (1886–1955) a dcera Marie Marguerite (1894–1981). Karl mladší působil ve státních službách a zemřel svobodný a bezdětný v Purkersdorfu u Vídně. Rudolf, který se věnoval správě rodového majetku se v roce 1918 oženil se svobodnou paní Harriet Parishovou ze Senftenbergu (1894–1944).